# کیسی جی
کیسی جی (به انگلیسی: Cassie Jaye) (زاده ۱ مه ۱٩٨۶) یک کارگردان فیلم آمریکایی و فمینیست سابق است که بیشتر به کارگردانی فیلم مستند قرص سرخ درباره جنبش حقوق مردان محصول سال ٢۰۱۶ مشهور است.  
جی که پیشتر یک فمینیست بود در پایان فیلم قرص سرخ اعلام می‌کند که دیگر حاضر نیست فمنیست باشد.